# HD137884
HD137884 — хімічно пекулярна зоря спектрального класу A2, що має видиму зоряну величину в смузі V приблизно  7,1.
Вона  розташована на відстані близько 332,8 світлових років від Сонця.